# 더그 바이니

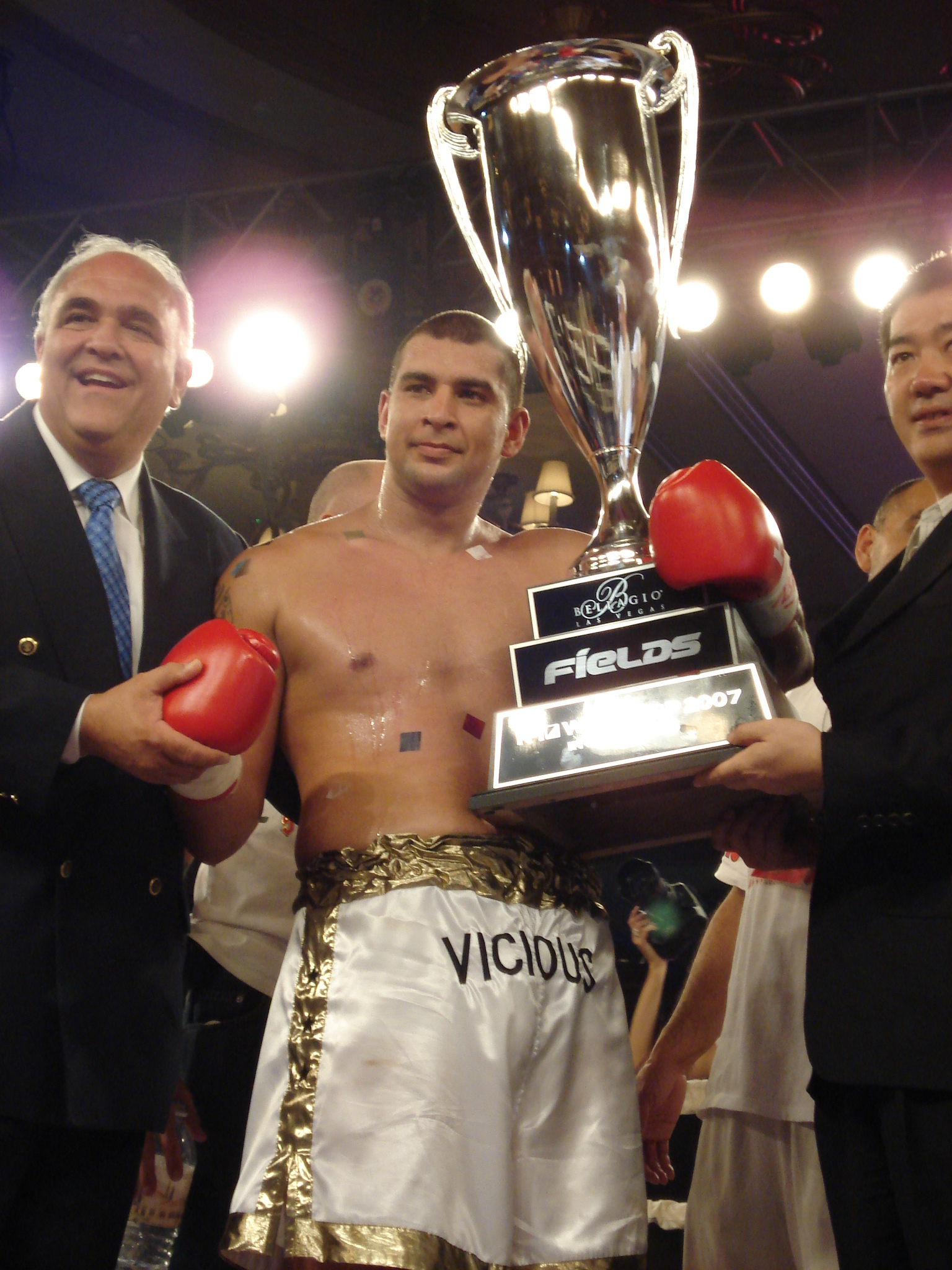

더그 바이니(Doug Viney)는 뉴질랜드의 킥복싱 선수다. 1976년 11월 20일생으로 늦은 나이에 K-1에 데뷔했다. K-1의 거물 레이 세포와 같은 팀에 소속되어 있다. 2007년 라스베가스 대회에 리저브 매치에 출전해 우승하여 16강에 진출하나 서울 개막전에서 바다 하리에게 패하고 만다. 다음 해엔 자신이 한번 이겼던 자빗 사메도프에게 리벤지를 당하게 된다.

## 격투 정보

### K-1 격투 전적
- 5전 3승 2패(1 KO)

| 경기일자        | 상대                 | 결과 | 내용           | 대회                          |
| --------------- | -------------------- | ---- | -------------- | ----------------------------- |
| 2008년 4월 26일 | 자빗 사메도프        | 패   | 3R 판정        | K-1 월드 GP 2008 in Amsterdam |
| 2007년 9월 29일 | 바다 하리            | 패   | 2R 1분 23초 KO | K-1 월드 GP 2007 final 16     |
| 2007년 8월 12일 | 자빗 사메도프        | 승   | 3R 판정        | K-1 월드 GP 2008 in Las Vegas |
| 2007년 8월 12일 | 알렉산더 피츠쿠노프  | 승   | 3R 판정        | K-1 월드 GP 2008 in Las Vegas |
| 2007년 8월 12일 | 모하메드 '모' 파우지 | 승   | 1R 2분 8초 KO  | K-1 월드 GP 2008 in Las Vegas |

## 타이틀
- 오세아니아 지구 복싱 챔피언(2004년)
- 아테네 올림픽 복싱 대표(2004년)
- K-1 2007 미국 라스베가스 GP 챔피언(2007년)